# Taoranting
Taoranting (in cinese 陶然亭站S, Táorántíng zhànP) è una stazione della linea 4 della metropolitana di Pechino. La stazione è entrata in funzione in concomitanza con l'inaugurazione dell'intera linea, avvenuta il 28 settembre 2009.

## Posizione
La stazione di Taoranting si trova all'incrocio tra Caishikou Street, Taoranting Road e East Baizhifang Street, nel distretto di Xicheng. La stazione è stata costruita lungo Caishikou Street. Nei pressi della stazione si trovano l'Ospedale Jiangong, l'omonimo Parco Taoranting, la sede centrale dell'Economic Daily e la Beijing Federation of Trade Unions University.

## Struttura e impianti
La stazione è formata da una banchina mediana sotterranea e dispone di tre accessi, indicati con le lettere A, C e D. L'ingresso A è accessibile ai portatori di disabilità motorie grazie alla presenza di un montascale, mentre dall'atrio alla banchina è possibile utilizzare l'ascensore. Strutturata in due piani sotterranei, il primo piano sotterraneo è dedicato all'atrio mentre il secondo piano sotterraneo alla banchina della stazione.

## Servizi
La stazione dispone di:
- Accessibilità per portatori di handicap (solo uscita A)
- Montascale (solo uscita A)
- Ascensore (solo uscita A)
- Scale mobili
- Emettitrice automatica biglietti
- Servizi igienici
- Sportello automatico
- Distributori automatici
- Stazione video sorvegliata
- Ufficio polizia

### Orari
Dal 30 dicembre 2010 la linea 4 condivide il percorso con la Linea Daxing; dalla stazione di Majiapu si operano i servizi come segue:
- Un servizio che copre l'intera tratta, da Anheqiao Nord, da dove inizia la Linea 4, fino a Tiangongyuan, capolinea della Linea Daxing.[7]
- Un servizio ridotto che copre l'intera Linea 4 al quale si aggiunge la fermata Xingong della Linea Daxing, la prima stazione della Linea Daxing, quindi offrendo corse da Anheqiao Nord a Xingong. I passeggeri che intendono proseguire verso sud devono scendere e cambiare binario in direzione Tiangongyuan.[8]

La prima corsa direzione Anheqiao Nord parte tutti i giorni alle 5:12 da Taoranting, mentre l'ultima alle 23:26. In direzione Tiangongyuan (linea Daxing), il primo treno opera alle ore 5:39 mentre l'ultimo alle 23:16. Inoltre, relativamente al servizio ridotto della linea, l'ultima corsa da Taoranting parte alle 23:29 e termina a Gongyi Xiqiao alle 23:39.

### Tariffazione
- Taoranting — Xingong (condiviso con la linea Daxing)
- Taoranting — Tiangongyuan (condiviso con la linea Daxing)
- Taoranting — Anheqiao Nord

Dalla stazione di Taoranting la tariffazione parte da un prezzo di ¥3 (circa €0,40), a seconda della distanza di viaggio totale da percorrere, fino a un massimo di ¥7 (circa €1). Se si usa la carta dei trasporti, il prezzo viene scontato del 20% per le corse dopo una spese di ¥100 (circa €13) in un mese solare, del 50% per le corse dopo i ¥150 (circa €20) di spesa e superati i ¥400 di spesa (circa €52) non ci saranno ulteriori sconti.

## Interscambi
- Fermata autobus